# Oberschauersberg
Oberschauersberg ist eine Ortschaft und eine Katastralgemeinde der Gemeinde Steinhaus im Bezirk Wels-Land in Oberösterreich.
Die Ortschaft Oberschauersberg liegt nördlich von Steinhaus am östlichen Hang des Aiterbachtals und hat 571 Einwohner (Stand 1. Jänner 2024). Neben der Einfamilienhaussiedlung Oberschauersberg gehören zur Ortschaft die Rotte Aiterbach und mehrere Einzelhöfe. Nur wenige Häuser gehören zur gleichnamigen Katastralgemeinde, der größte Teil der Ortschaft liegt in der Katastralgemeinde Steinhaus.
Die Katastralgemeinde Oberschauersberg nimmt den westlichen Teil der Gemeinde Steinhaus ein, von der Katastralgemeinde Steinhaus wird sie zumeist durch den Aiterbach getrennt. Sie umfasst eine Fläche von 14,39 km².
In der Katastralgemeinde befindet sich der Flächenschwerpunkt des Bezirks.